# Reşwan (Stamm)
Die Reşwan (kurdisch: ڕەشوان, Reşwan; türkisch: Rişvan) sind ein kurdischer Stamm (Eşiret) bzw. Clan in der westlichen, südlichen und östlichen Grenzregion Kurdistans. Der Stamm lebt hauptsächlich in den türkischen Provinzen Adıyaman, Gaziantep, Kahramanmaraş und Malatya. Darüber hinaus gibt es größere Gemeinschaften in den Provinzen Konya und Ankara, in Raqqa (Syrien) sowie in den iranischen Provinzen Gilan, Chorasan und Qazvin.
Die Mitglieder des Reşwan-Stammes sind religiös vielfältig: Die Mehrheit folgt der hanafitischen Rechtsschule des sunnitischen Islams, während ein Teil dem Alevitentum und Ezidentum angehört. Die weite geografische Verbreitung und kulturelle Vielfalt des Stammes unterstreichen seine Bedeutung in den Regionen, in denen er lebt.